# Möngke
Möngke ist ein mongolischer männlicher und weiblicher Vorname mit der Bedeutung ewig oder unaufhörlich. Der Vorname tritt auch als Familienname auf. Moderne Formen des Namens sind Mönchtsetseg (dt. ewige Blume), Mönchbat (dt. ewige Stabilität) und Möncherdene (dt. ewiges Juwel).

## Bekannte Namensträger

### Vorname
- Möngke Khan (1209–1259), mongolischer Fürst
- Möngke Timur (?–1280), mongolischer Fürst

### Familienname
- Tuda Möngke, mongolischer Fürst